# ペルディータ
『ペルディータ』（Perdita Durango）は1997年のスペイン・メキシコの犯罪ホラー映画。
監督・脚本はアレックス・デ・ラ・イグレシア、出演はロージー・ペレスとハビエル・バルデムなど。
デヴィッド・リンチ監督の『ワイルド・アット・ハート』のスピン・オフ作品であり、バリー・ギフォードによる『気温59°、雨ペルディタ・ドゥランゴの物語』と『セイラーズ・ホリデイ』（共に文藝春秋出版）を原作としている。スタッフ・キャストは完全に一新し、前作との関連は殆どない。脚本に原作者であるギフォードも参加している。

## キャスト
- ペルディータ: ロージー・ペレス
- ロメオ: ハビエル・バルデム
- ドウェイン: ハーレイ・クロス
- エステル: エイミー・グラハム
- ウッディ: ジェームズ・ガンドルフィーニ
- アドルフォ: スクリーミン・ジェイ・ホーキンズ
- カタリナ: デミアン・ビチル
- レジー・サン・ペドロ: カルロス・バーデム（英語版）
- ショーティ・ディー: サンティアゴ・セグラ
- フォード: ハリー・ポーター
- サントス: ドン・ストラウド（英語版）
- ドイル: アレックス・コックス